# Сага о Ерику Црвеном
Сага о Ерику Црвеном (исл. Eiríks saga rauða) једна је од средњовековних исландских сага из циклуса Сага о Исланђанима. Један је од два књижевно-историјска рукописа (поред Саге о Гренланђанима) који чини Винландске саге чија основна тематика су Викиншка истраживања и освајања на тлу Гренланда и Северне Америке. 
Сага прати историјски период X—XI век, написана је доста касније у односу на догађаје на које се односи, али вероватно пре 1265. године. У саги се помињу историјске личности Ерик Црвени, Лејф Ериксон и Торфин Карлсефни, она прати догађаје који су довели до изгнанства Ерика Црвеног на Гренланд те случајно откриће Северне Америке (односно Винланда) од стране Лајфа Ериксона. 
До данашњих дана сачувана су два рукописа која имају донекле различите верзије (Хауксбоук из XIV и Скаулхолтсбоук из XV века), док је оригинални рукопис изгубљен. Многи филолози сматрају да је млађи рукопис доста ближи оригиналу. 